# Berlins historie
Berlin er hovedstaden i Tyskland. Byen blev grundlagt i 1200-tallet, men det var først som hovedstad i Kongeriget Preussen fra 1701 at den kom til at spille en stor rolle i europæisk historie.

## Tidlig historie
I år 98 beskrev Tacitus området kaldt Germanien. Det som nu er Berlin befandt sig udenfor Romerrigets grænser, og germanske stammer kontrollerede området. Under folkevandringstiden flyttede de sig til nye områder, og blev højst sandsynlig herskere i de invaderede områder i Vestromerriget. Slaviske folkegrupper fra øst bosatte sig i området mellem floderne Elben og Oder i 500-tallet. Tidligt i 800-tallet grundlagde lokale slaviske stammer en by som blev kaldt "Berolina", som betyder "en dam på en flod". Det var en lille by på handelsvejen mellem Sydeuropa og Østersøen.
I 948 tog Otto den Store kontrollen over den slaviske befolkning i området og grundlagde de tyske bispedømmer Havelberg og Brandenburg. Efter Ottos død i 983 gjorde slaverne oprør og drev germanerne ud fra det som er dagens Brandenburg. Klostrene blev brændt og præsterne og germanske myndighedspersoner blev dræbt eller forvist.

## Germanerne vender tilbage
I begyndelsen af 1100-tallet erobrede sachiske konger de slaviske områder i Brandenburg. De slaviske indbyggere blev drevet ud, eller underlagt germanske feudalherrer. Mange efterkommere af overlevende slavere bor i området, som sorberne i Brandenburg og Sachsen.
I 1150 overtog Albert Bjørn af Sachsen formelt Berlin efter Prabislav, den sidste vendiske konge.

## Berlin og Cölln
Omkring 1200 blev to små byer grundlagt ved floden Spree: Cölln (fra lat: colona, "koloni") og Berlin. Cölln bliver først nævnt i dokumenter fra 1237, Berlin i 1244. Den første kendte omtale af Berlin med byrettigheder stammer fra 1251, tilsvarende 1261 for Cölln. I 1307 dannede de to byer et formelt samarbejde om politiske og militære sager, og deltagelse i Hansaen. Byerne havde også en fælles bymur.
Berlin og Cölln lå langs begge sider af Spree, i det som i dag er Berlins Mitte-distrikt. Omkring 1400 havde de to byer tilsammen omkring 8000 indbyggere.
I 1417 blev Frederik 1. af Brandenburg af Hohenzollern-familien kurfyrste af Brandenburg. Hohenzollerne skulle regere Berlin frem til 1918. Da Berlin blev residensby for Hohenzollerne måtte byen opgive sin deltagelse i Hansaen, og hovederhvervet gik fra handel til produktion af luksusvarer til hoffet. Berlinerne var ikke tilfredse med disse ændringer, og de gjorde oprør mod kongen i 1447. Oprøret blev nedslået, og som et resultat mistede befolkningen mange af sine politiske og økonomiske rettigheder.
I årene efter trediveårskrigen gav kurfyrste Frederik Vilhelm af Brandenburg Berlins indbyggere stor religionsfrihed og opmuntrede til storstilet immigration. Blandt andet omfattede denne immigration franske huguenotter. I løbet af Frederik Vilhelms regeringstid øgedes Berlins befolkning til 20.000. Det var dog først ved fremvæksten af kongeriget Preussen i 1700-tallet at Berlin fik en central rolle.

## Preussen
I 1701 kronede Frederik 1. sig selv til konge i Preussen (ikke konge af Preussen, siden han ikke herskede over hele Preussen). Han var mest interesseret i dekor, og beordrede bl.a. opførelsen af slottet Charlottenburg vest i byen. Frederik 1. gjorde Berlin til hovedstad i Preussen. Sønnen, Frederik Vilhelm 1. (soldaterkongen) var derimod en nøjsom konge, som centraliserede og forbedrede den preussiske stat, og gjorde Preussen til en vigtig militærmagt i Europa.
I 1709 blev Berlin og Cölln, sammen med de omkringliggende forstæder, Friedrichswerder, Dorotheenstad og Friedrichstadt, slået sammen under navnet Berlin, med tilsammen 60.000 indbyggere.
I 1740 blev Frederik den Store konge af Preussen. Frederik den Store var lidenskabeligt optaget af musik, poesi og filosofi, og under hans regeringstid blev Berlin et center i oplysningstidens Europa. Frederik den Store fik opført flere kendte bygninger i Berlin. Næsten alle står stadig den dag i dag, blandt andet de franske og tyske domme på Gendarmenmarkt, Sankt-Hedwigs-Kathedrale, og Statsoperaen i Berlin, det kongelige bibliotek (i dag Staatsbibliothek zu Berlin) og prins Henriks slot (nu Humboldt-universitetet) langs paradegaden Unter den Linden.
Under den barnløse Frederik den Stores nevø, Frederik Vilhelm 2. fulgte en stagnationstid for Berlin. Frederik Vilhelm 2. var modstander af oplysningtiderne, og indførte censur som et undertrykkende magtmiddel.
Berlin blev en kort periode i 1760 besat af den russiske hær under syvårskrigen.
I 1806 indtog Napoleon Bonaparte byen. Efter dette fulgte politiske reformer, og frie valg blev indført i 1807.
I 1810 fik Berlin sit første universitet, det som nu er Humboldt-universitetet. Dets første rektor var Johann Gottlieb Fichte.
I løbet af første halvdel af 1800-tallet øgede Berlins indbyggertal fra 200.000 til 400.000, noget som gjorde byen til Europas fjerde største. Flere monumentale bygninger af arkitekten Karl Friedrich Schinkel fra denne periode præger Berlins historiske centrum i dag, eksempelvis Neue Wache (1816-1818), Schauspielhaus på Gendarmenmarkt (1819-1821) og Altes Museum på Museumsinsel (1823-1830).
Revolutionerne i 1848 nåede også Berlin, men Frederik Vilhelm 4. nedslog oprøret og svarede igen med at indføre indsnævringer i stemmeretten til kun at gælde de mest velstående borgere. Dette systemet blev stående frem til 1918.
I 1861 blev Vilhelm 1. konge af Preussen. Han udnævnte liberale ministre og skabte et håb om nye reformer, men udnævnelsen af Otto von Bismarck til statsminister gjorde slutningen på dette håb.

## Det tyske rige
Preussen var den dominerende faktor i samlingen af Tyskland. Da Det tyske rige blev grundlagt i 1871 blev Vilhelm 1. kejser, Bismarck kansler, og Berlin rigshovedstad.
På denne tid var Berlin blevet en industriby med 800.000 indbyggere. Udbedring og udbygning af infrastrukturen var påkrævet, og i 1896 startede konstruktionen af U-Bahn (færdig i 1902). Områderne omkring bycentrum, som Kreuzberg, Prenzlauer Berg, Friedrichshain og Wedding blev tæt bebygget med bygårde for arbejderklassen.
Det forende Tyskland blev på mange måder mere demokratisk end hvad Preussen og de fleste andre tyske stater var før samlingen. Der blev oprettet en Rigsdag, og alle mænd havde stemmeret ved rigsdagsvalget. Samtidig måtte lovforslag også godkendes af et Bundesrat, som fungerede som et overhus. Her var den preussiske indflydelse så tilpas stor, at mange lovforslag kunne blokeres.
1. verdenskrig førte til sult i Berlin. Vinteren 1916/1917 var 150.000 mennesker afhængige af madforsyninger, og der udbrød flere strejker. Efter at krigen var ovre, abdicerede den reaktionære og antidemokratiske kejser Wilhelm 2.. Socialdemokraten Philipp Scheidemann og kommunisten Karl Liebknecht proklamerede begge en tysk republik. De næste måneder blev Berlin en kamparena for de stridende politiske grupperinger.

## Weimarrepublikken
Tysklands nederlag i 1. verdenskrig havde sendt landet ud i kaos. Udstrakt madmangel, store sociale forskelle, impulser fra den russiske revolution og de store tab i krigen gjorde at der var en reel fare for revolution i Tyskland efter russisk mønster.
Den 23. november 1918 gjorde soldaterne i Berlin oprør. Oprøret blev brutalt slået ned. Dette førte til en splittelse på venstresiden, og kommunisterne løsrev sig fra det socialdemokratiske SPD og dannede sit eget parti, KPD. Flere forsøg fra kommunisterne på at skabe en arbejderstat blev slået ned af de stærkt højreorienterede Frikorpser. Kommunistlederne Rosa Luxemburg og Liebknecht blev dræbt af et frikorps den 15. januar 1919. Den 19. januar blev der afholdt valg i Tyskland. Eftersom både den ekstreme venstreside og den ekstreme højreside var dårligt organiseret, vandt moderate kræfter valget. På grund af urolighederne i Berlin drog den nyvalgte nationalforsamlingen til Weimar, hvor en ny grundlov, Weimarforfatningen, blev lavet. Denne grundlov var på samme tid set på som meget liberal og progressiv.
Historiske befolkningstal
1400: 8.000 indbyggere (Berlin og Cölln)

1600: 16.000

1618: 10.000

1648: 6.000

1709: 60.000

1755: 100.000

1800: 172.100

1830: 247.500

1850: 418.700

1880: 1.124.000

1900: 1.888.000

1925: 4.036.000 (efter udvidelse af byområde i 1920)

2003: 3.388.477
I 1920 udvidede man Berlins bygrænser til omkringliggende byer som Charlottenburg, Köpenick og Spandau og dannede "Stor-Berlin" (Groß-Berlin). Byens indbyggertal blev næsten fordoblet over natten, fra to millioner til nærmere fire millioner indbyggere.
Den økonomiske situation var vanskelig, eftersom Tyskland måtte betale store summer i krigserstatning efter Versaillestraktaten. Regeringen reagerede ved at optrykke så mange pengesedler at inflationen kom ud af kontrol. På sit værste var en amerikansk dollar omkring 4,2 trillioner mark. Fra 1924 bedrede situationen sig på grund af nye forordninger fra de allierede magter, amerikansk hjælp og en forbedret økonomisk politik. Berlins "guldalder" kunne begynde. Den blev kontinentets største industriby. Personligheder som Walter Gropius, Albert Einstein og Bertolt Brecht gjorde byen til et kulturelt og intellektuelt center i Europa. Byen kunne friste med forretninger på linje med London og et pulserende natteliv på linje med Paris, med utallige caféer, natklubber og teatre.
I 1922 blev jernbanenettet, som bandt Berlin og de omkringliggende forstæder sammen, elektrificeret og ombygget til S-Bahn, og året efter åbnede Tempelhof lufthavn.
I tiden før det økonomiske krak i 1929 havde Tyskland 450.000 arbejdsløse. Dette år vandt nazisterne de første sæder i byparlamentet i Berlin. Selv om den politiske situation i andre dele af Tyskland var kaotiske, lykkedes det socialdemokraterne at danne et stabilt demokratisk styre i Preussen, og Berlin var hele tiden en socialdemokratisk højborg. Den 12. juli 1932 blev den socialdemokratiske preussiske regering under Otto Braun afsat i et militærkup. Republikken nærmede sig sammenbruddet under trykket fra ekstreme kræfter både på højre- og venstresiden. Den 30. januar 1933 blev Adolf Hitler kansler.

## Det tredje rige
Berlin var aldrig noget centrum for den nationalsocialistiske bevægelse i Tyskland, som hovedsagelig havde sine rødder i Bayern og Østrig. Som hovedstad for Weimarrepublikken og en udpræget rød og liberal by stod Berlin for det meste af det, nazisterne ville nedkæmpe, men byen fortsatte alligevel med at være hovedstad i det såkaldte "tredje rige".
Den 27. februar 1933 blev Rigsdagsbygningen stukket i brand. Dette gav nazisterne muligheden for at sætte grundloven til side, og åbne for forfølgelse og arrestation af nazipartiets modstandere. Massearrestationerne som fulgte var begyndelsen på de dramatiske begivenheder som i løbet af en knap måned førte til, at rigskansler Hitler kunne etablere sig som diktator.
Den 10. maj 1933 gennemførte SA og nazistiske ungdomsorganisationer den berømte bogbrænding på Opernplatz (nu Bebelplatz) ved Unter den Linden, efter initiativ fra Joseph Goebbels, Hitlers propagandaminister. Nazisterne brændte denne dag over 20.000 bøger af bl.a. jødiske forfattere, og kendte forfattere som Thomas Mann, Heinrich Heine og Karl Marx.
I 1933 boede der omkring 170.000 jøder i Berlin. Dette udgjorde en tredjedel af hele den jødiske befolkning i Tyskland, og 4 % af Berlins indbyggere. En tredjedel af disse var fattige indvandrere fra Østeuropa, som hovedsagelig boede i området nær Alexanderplatz kaldt Scheunenviertel. Omkring år 1939 boede cirka 75.000 jøder i Berlin. 50.000 af dem blev deporteret til koncentrationslejre, hvor de fleste blev myrdet. Kun 1200 jøder overlevede den nazistiske terror i skjul i Berlin.
Tre mil nord for Berlin lå koncentrationslejren Sachsenhausen, som hovedsagelig holdt sovjetiske krigsfanger og politiske opponenter. Sachsenhausen havde underlejre i nærheden af fabrikker, hvor fangerne måtte arbejde. Flere af disse underlejre lå inde i selve Berlin.
I 1936 blev de olympiske sommerlege afholdt i Berlin, og dette blev brugt som et udstillingsvindue for Hitler og det nationalsocialistiske rige. I denne forbindelse blev forfølgelser af forskellige grupper dæmpet eller lagt på is, og mange lod sig imponere af den tyske stats sociale ordninger.
Hitler ville lave Berlin om til Welthauptstadt Germania, en by ingen før havde set magen til, efter planer af i første række Albert Speer. Kun et fåtal af de enorme bygninger og monumenter blev påbegyndt før alle resurser måtte sættes ind i det tyske krigsmaskineri under 2. verdenskrig.

### Berlin under 2. verdenskrig
Den 20. januar 1942 sammenkaldte Reinhard Heydrich femten højt rangerede medlemmer af SS, NSDAP, den nazistiske politiledelse og ledere af forskellige departementer til en konference i Berlin ved indsøen Wannsee. Wannseekonferencens formål var at optrække retningslinjerne for hvordan masseudryddelserne af jøder rent praktisk skulle gennemføres.
Den allieredes bombning af Berlin startede i 1943 (et tidligt angreb blev gennemført i 1940 som et led i britisk krigspropaganda). Bombetogterne i tyske storbyer øgedes i omfang, og i 1944 var det ikke ualmindeligt at over 1000 4-maskiners bombefly deltog i togterne. Den 18. marts 1945 deltog alene 1250 amerikanske fly i et angreb på Berlin.
Den 16. april 1945 satte 2,5 millioner sovjetiske tropper gang i angrebet på Berlin. Hitler havde bestemt sig for at blive i byen, samtidig som han erklærede at byen skulle holdes for enhver pris. Efter to ugers hårde kampe havde størstedelen af byen kommet i sovjetiske hænder, og den 30. april begik Hitler selvmord i førerbunkeren.
Ødelæggelsen af bygninger og infrastruktur var næsten total i store dele af bykernen, og i alt en femtedel af byens bygningsmasse lå i grus ved krigens slutning i maj 1945.

## Opdelingen af Berlin
Efter krigen blev byen delt mellem de sejrende magter. Bonn blev provisorisk hovedstad i Vesttyskland. Vestberlin blev delt ind i en britisk, en fransk og en amerikansk sektor, mens Sovjet besatte den østlige del af byen, og gjorde den senere til hovedstad i DDR. Den vestlige del blev set på som en demokratisk udpost midt inde i det som blev Østblokken, og fik derfor stor betydning under den kolde krig.
- USA besatte bydelene Neukölln, Kreuzberg, Tempelhof, Schöneberg, Steglitz og Zehlendorf.
- Storbritannien besatte bydelene Tiergarten, Charlottenburg, Wilmersdorf og Spandau.
- Frankrig besatte bydelene Wedding og Reinickendorf
- Sovjetunionen besatte bydelene Mitte, Prenzlauer Berg, Pankow, Weißensee, Friedrichshain, Lichtenberg, Treptow og Köpenick.

### Berlinblokaden
Den øgende politiske forskel mellem de allierede og Sovjetunionen førte til at sovjetterne spærrede områderne af omkring Vestberlin den 24. juni 1948 (den såkaldte Berlinblokade). Forsøget på at presse vestmagterne ud varede til 11. maj 1949, og indbyggerne i Vestberlin fik i mellemtiden indfløjet forsyninger via "luftbroen til Berlin". Totalt set blev 2.250.000 tons forsyninger leveret til Berlin under blokaden, og for det meste landede der et fly hvert minut. Tilsammen blev der foretaget 277.804 flyvninger. Piloterne på fragtflyene, som hovedsagelig landede på Tempelhof lufthavn, plejede af og til at kaste slik ud til børn inden landingen. Flyene fik derfor tilnavnet "Rosinenbomber" (rosinbombere) i folkemunde.

### 17. juni-oprøret
Under opførelsen af prestigeprojektet Stalin Allee (nuværende Karl-Marx-Allee) i Friedrichshain gik 60 arbejdere ud i strejke med krav om ophævelse af pålæg om større arbejdsbyrde. Dagen efter, den 17. juni 1953 udvidede protesten sig til generalstrejke, og protestmarcher spredte sig til hele Østtyskland. Sovjetiske tropper måtte tilkaldes for at slå oprøret ned, noget de gjorde med vold efter at have mødt indbidt modstand fra befolkningen. Mindst 153 mennesker blev dræbt i kampene. Fortsættelsen af Unter den Linden fra Østberlin ind i Vestberlin, den tidligere Charlottenburger Chaussee, blev omdøbt til Straße des 17. Juni til minde om oprøret, og 17. juni blev gjort til nationaldag i Vesttyskland.

### Berlinmuren
De første år efter oprettelsen af staten DDR flyttede over tre millioner østtyskere til Vesttyskland, de fleste af dem via Berlin, hvor det var muligt at bevæge sig frit mellem de forskellige dele af byen. For at stoppe det massive tab af arbejdskraft, særligt blandt de unge og uddannede, byggede det sovjetiskindsatte regime i 1961 en 43 km. lang mur, som delte byen i to. De østtyske myndigheder kaldte muren en "antifascistisk forsvarsmur", men for den vestlige verden blev den et symbol på "jerntæppet" og delingen af Europa.
Den 26. juni 1963, på 15-årsdagen for starten af luftbroen til Berlin, holdt USA's præsident John F. Kennedy sin berømte tale foran Vestberlins rådhus, til støtte for Berlins befolkning, som oplevede en vanskelig tid efter delingen af byen. Præsidentens berømte formulering "Ich bin ein Berliner" blev stående som et slagord for Berlin som symbol på frihed og demokrati.
Berlinmuren blev et stadigt mere effektiviseret grænsesystem som nærmest hermetiserede Vestberlin. Den blev vogtet med minefelter, pigtråd, soldater og i en periode også med selvudløsende skud. Grænseovergange som Checkpoint Charlie mellem Mitte og Kreuzberg blev symboler i sig selv, og genstand for utallige scener i thrillere om den kolde krig, i film og i litteraturen.
Det var også ved Checkpoint Charlie, at den dramatiske konfrontation mellem sovjetiske og amerikanske kampvogne fandt sted den 27. oktober 1961, efter en tvist om hvorvidt diplomatisk personel fra vestmagterne kunne bevæge sig frit ind i Østberlin. I et døgn stod tropperne mod hinanden med ordre på at skyde hvis der blev åbnet ild fra modparten, men konflikten løste sig til slut på fredelig vis.
Efteråret 1989 måtte de østlige regimer, som omtalte sig som kommunistiske, give fortabt overfor presset fra befolkningen, efter omfattende demonstrationer bl.a. i Berlin og Leipzig. Berlinmuren faldt natten til fredag 10. november 1989 efter en pressekonference holdt af politbureaumedlemmet Günter Schabowski, hvor han informerede om nye rejseforordninger for østtyske borgere gennem muren. Det nye reglement var på det tidspunkt endnu ikke vedtaget af DDRs nationalforsamling.
Omkring 240 østtyskere blev dræbt og ca. 260 blev såret under flugtforsøg gennem muren. Efter DDR-statens sammenbrud blev mange politiske ledere i Østtyskland straffeforfulgt for bl.a. drabene på flygtninge og idømt lange fængselsstraffe.

## Dagens Berlin
Fra 1990 har en omfattende byggeaktivitet og rekonstruktion af byen som den var før krigen fundet sted. Berlin blev hovedstad i et genforenet Tyskland i juni 1991. Ministerierne og statsbureaukratiet flyttede fra Bonn til Berlin i 1999, og byen fremstår igen som et af Europas vigtigste politiske og kulturelle centre.